# Laura Vasiliu
Laura Vasiliu (ur. 25 stycznia 1976) – rumuńska aktorka, najbardziej znana z roli Gabity w nagrodzonym Złotą Palmą na Festiwalu Filmowym w Cannes filmie 4 miesiące, 3 tygodnie i 2 dni (2007).

## Wybrana filmografia
- 2002 – Binecuvântată fii, închisoare
- 2002 - Callas Forever
- 2005 – Second Hand
- 2007 – 4 miesiące, 3 tygodnie i 2 dni (4 luni, 3 săptămâni și 2 zile) jako Gabita